# Thorictus castaneus
Thorictus castaneus is een keversoort uit de familie spektorren (Dermestidae). De wetenschappelijke naam van de soort werd in 1834 gepubliceerd door Ernst Friedrich Germar.